# Dirección General de Aguas
La Dirección General de Aguas, también conocida como DGA, es un organismo público chileno, que se encarga de gestionar, verificar y difundir la información hídrica del país, en especial respecto su cantidad y calidad, las personas naturales y jurídicas que están autorizadas a utilizarlas, las obras hidráulicas existentes y la seguridad de las mismas; con el objetivo de contribuir a una mayor competitividad del mercado y el resguardo de la certeza jurídica e hídrica para el desarrollo sustentable de Chile. Se relaciona con el presidente de la República mediante el Ministerio de Obras Públicas (MOP).
Sus funciones están indicadas en el DFL N° 850 de 1997 del Ministerio de Obras Públicas y referidas a las que le confiere el código de aguas, DFL N° 1.122 de 1981 y el DFL MOP N° 1.115 de 1969. Estas funciones se ejercen a través de su organización, en las Divisiones de: Estudios y Planificación (DEyP), Hidrología y Legal (DHyL); los Departamentos de: Administración de Recursos Hídricos (DARH), Conservación y Protección de Recursos Hídricos (DCPRH), Administrativo y Secretaría General (DASG), Desarrollo y Gestión de Personas (DDyGP), Fiscalización (DF), Información de Recursos Hídricos (DIRH) y Tecnologías de Información (DTI).

## Misión
Velar por el equilibrio y armonía en el uso de las aguas terrestres, fomentando y fortaleciendo su gobernanza, resguardando su preservación y disponibilidad en calidad y cantidad para un desarrollo sostenible, resiliente, inclusivo, participativo y con perspectiva de género, cuidando a las personas y mejorando su calidad de vida.

## Funciones
Las funciones de la DGA son las siguientes:
1. Planificar el desarrollo del recurso hídrico en las fuentes naturales, con el fin de formular recomendaciones para su aprovechamiento.
2. Constituir derechos de aprovechamiento de aguas.
3. Investigar y medir el recurso hídrico.
4. Mantener y operar el servicio hidrométrico nacional, proporcionar y publicar la información correspondiente.
5. Propender a la coordinación de los programas de investigación que corresponda a las entidades del sector público, así como de las privadas que realicen esos trabajos con financiamiento parcial del Estado.
6. Ejercer la labor de policía y vigilancia de las aguas en los cauces naturales de uso público e impedir que en éstos se construyan, modifiquen o destruyan obras sin la autorización del Servicio o autoridad a quien corresponda aprobar su construcción o autorizar su demolición o modificación.
7. Supervigilar el funcionamiento de las "Organizaciones de Usuarios", de acuerdo con lo dispuesto en el Código de Aguas (CA).